# 小行星8320
小行星8320（英語：8320 van Zee）是一颗围绕太阳公转的小行星。1955年9月13日，Indiana University在摩根县发现了此天体。
这颗小行星的绝对星等为221.4914676221523等。